# Kalanchoe flaurantia
Kalanchoe flaurantia är en fetbladsväxtart som beskrevs av Desc.. Kalanchoe flaurantia ingår i släktet Kalanchoe och familjen fetbladsväxter. Inga underarter finns listade i Catalogue of Life.